# Bernwiller
Bernwiller är en kommun i departementet Haut-Rhin i regionen Grand Est (tidigare regionen Alsace) i nordöstra Frankrike. Kommunen ligger i kantonen Cernay som tillhör arrondissementet Thann. År 2018 hade Bernwiller 710 invånare.

## Befolkningsutveckling
Antalet invånare i kommunen Bernwiller
| Referens: INSEE |